# Dactylomys
Genre
Dactylomys est un genre de rongeurs de la famille des Echimyidae, dont les espèces sont localisées en Amérique latine. Ce genre a été décrit pour la première fois en 1838 par le zoologiste français Isidore Geoffroy Saint-Hilaire (1805-1861). 

## Liste d'espèces
Selon Mammal Species of the World (version 3, 2005)  (30 sept. 2012), ITIS (30 sept. 2012) ou NCBI (30 sept. 2012) :
- Dactylomys boliviensis Anthony, 1920
- Dactylomys dactylinus (Desmarest, 1817)
- Dactylomys peruanus J. A. Allen, 1900